# Sociologie des sciences
La sociologie des sciences est l'étude sociologique de la production des connaissances scientifiques et des instruments qui les rendent possibles. Elle porte ainsi une attention particulière aux institutions scientifiques, aux pratiques de laboratoire et au travail concret des chercheurs, à la structuration des communautés scientifiques, aux normes et règles guidant l'activité scientifique, etc. La sociologie des sciences ne se limite pas à l'étude des relations entre science et société, quand bien même ces relations peuvent être un objet d'étude des sociologues des sciences.
La sociologie des sciences aborde des problématiques favorisant le dialogue avec l'épistémologie avec la question de la vérité ou celle de la connaissance, avec des points de vue souvent critiques envers la tradition positiviste tels qu'on en trouve au sein de certaines formes d'épistémologies constructivistes. Historiquement, c'est à l'Américain Robert K. Merton qu'est attribuée la fondation de cette branche de la discipline sociologique, bien qu'il existe des précurseurs. La sociologie des sciences s'est transformée dans les années 1970 et 1980, avec un tournant qualifié de « relativiste ». Cette évolution fut à l'origine de nombreuses controverses. Ces querelles se sont aujourd'hui largement apaisées, et les travaux de sociologie des sciences sont reçus avec intérêt par les autres disciplines analysant l'activité scientifique (histoire des sciences, philosophie des sciences, épistémologie, science studies). Dans bien des cas, les frontières disciplinaires restent assez floues.

## Histoire

### Précurseurs
Pendant plusieurs décennies, la science fut simplement ignorée de la plupart des sociologues. Merton rapporte ainsi qu'en 1935, lorsque Seabury Colum Gilfillan, auteur de Sociology of invention dédicace son livre à ses collègues, il ne s'adresse en fait qu'à deux autres sociologues : Lowell Juilliard Carr et William Fielding Ogburn. Cependant, quelques sociologues importants se sont déjà penchés sur la science, à commencer par Émile Durkheim et Marcel Mauss, qui dans les « formes élémentaires de la classification » mettent en vis-à-vis ces classifications primitives et les classifications scientifiques. C'est un exemple de l'une des premières tentatives d'approche sociologique de la connaissance scientifique. De même que les sociologues ignorèrent longtemps la science, l'histoire des sciences ignora la société. C'est avec les tentatives d'analyses marxistes de la science qu'une ébauche de sociologie de la science a pu être envisagée. En effet on retient généralement l'étude du Soviétique Boris Hessen, Les racines sociales et économiques des Principia de Newton, comme le premier travail de mise en évidence de l'influence de la société sur le développement des sciences. C'est au deuxième congrès international d'histoire des sciences et des techniques qui s'est tenu à Londres en 1931 que Boris Hessen présente son analyse. Il y met en évidence l'influence du contexte économique et social sur l'origine et le développement des Principia de Newton.

### Robert K. Merton
Le père de la sociologie des sciences est Robert King Merton qui, le premier, considère la science comme une « structure sociale normée ». Dans un article de 1942 devenu un classique de la sociologie des sciences, Merton identifie un ensemble de normes qui ensemble constituent ce qu'il appelle l'« Ethos de la science » et sont censées guider les pratiques des individus et assurer à la communauté son autonomie :
- l'universalisme (les connaissances scientifiques doivent être considérées indépendamment de leurs producteurs) ;
- le communisme, encore appelé « communalisme » pour éviter les confusions (les connaissances scientifiques doivent rester des biens publics, leur appropriation privée doit donc être réduite au minimum) ;
- le désintéressement (les scientifiques ne doivent avoir aucun intérêt à se détourner de la seule quête de la vérité) ;
- le scepticisme organisé (le travail des chercheurs doit être inséré dans un dispositif institutionnel encourageant la mise en doute et la critique des résultats scientifiques).

Ces quatre normes, qui sont intériorisées par les scientifiques pendant leur apprentissage et entretenues par leur insertion institutionnelle dans le système, feraient de la science un système social distinct et relativement autonome, qu'elles stabilisent et régulent en la protégeant d'abus internes et en lui permettant de résister aux influences et intrusions des acteurs politiques et économiques. Elles rendraient possible l'exercice d'une libre rationalité. C'est dans une société démocratique que ces normes auraient le plus de chance d'être respectées, favorisant le développement de la science. La sociologie mertonienne des sciences domine les années 1950 et 1960. Elle refuse de s'intéresser au contenu de la science qu'elle considère comme étant du ressort de l'épistémologie.

### Courant "Sociology of Scientific Knowledge"
À partir des années 1970, un premier renouvellement passe par la critique de la sociologie « institutionnelle » qui refuse de considérer les contenus scientifiques en se fondant sur une philosophie positiviste des sciences. Il s'agit d'ouvrir la « boîte noire » de la science. Le courant SSK (Sociology of Scientific Knowledge) rassemble deux équipes de sociologues qui, partant de l'hypothèse commune que les contenus scientifiques sont entièrement déterminés par la société et la culture, mènent des programmes d'étude assez proches. Ces deux programmes « relativistes » sont :
- Le programme fort (Strong Program). Conçu dans les années 1970 à l'université d'Édimbourg par David Bloor et Barry Barnes, le programme fort rejette une sociologie de l'erreur, qui invoque traditionnellement deux types d'explication différents selon qu'une théorie scientifique rencontre le succès ou au contraire l'échec : d'un côté, la vérité et la rationalité, de l'autre, des facteurs sociaux, psychologiques et idéologiques. Des causes sociales, plutôt que naturelles, doivent permettre[non neutre] d'expliquer les succès comme les échecs, les croyances vraies comme les croyances fausses (principe de symétrie). Les études de cas inspirées du programme fort portent majoritairement sur l'histoire des sciences.

- Le programme empirique du relativisme (Empirical Program of Relativism ou EPOR). Né dans le prolongement du programme fort et conçu à l'université de Bath par Harry Collins, l'EPOR cherche à montrer la flexibilité interprétative des résultats expérimentaux. Il a pour objet d'étude privilégié les controverses scientifiques qui résultent de cette flexibilité. Puisqu'il n'existe pas d'expérience cruciale permettant de clore une controverse (thèse Duhem-Quine, exprimée notamment dans Deux dogmes de l'empirisme), ce sont des mécanismes sociaux qui vont imposer une interprétation unique. La négociation a lieu au sein d'un petit groupe de spécialistes (appelé « core set ») dont les autres scientifiques acceptent les conclusions. C'est donc une approche de type micro-sociologique. Les sociologues participant à l'EPOR enquêtent de préférence sur des cas contemporains, parfois à la frontière des sciences.

Les critiques[Qui ?] des programmes relativistes[non neutre] dénoncent le parti pris réductionniste[Passage problématique] du principe de symétrie qui consiste à exclure les facteurs naturels dans le succès ou l'échec d'une théorie scientifique. S'ils reconnaissent qu'il existe une certaine flexibilité interprétative des données d'une expérience, les interprétations possibles restent limitées et ne peuvent être manipulées au gré des intérêts de tel ou tel chercheur.[réf. nécessaire]

### Anthropologie
Karin Knorr Cetina définit le concept des cultures épistémiques comme une diversité de façons de faire de la science selon les disciplines, non seulement dans les méthodes et les outils mais aussi dans les raisonnements, les façons d'établir les faits, et les rapports entre empirie et théorie. Le travail qu'elle fournit explicite la diversité de ces cultures du savoir et, en représentant leurs différences remet en question la vision acceptée d'une science unifiée. Son travail est celui d'une anthropologue, réalisant une double observation au long cours, dans la lignée de l'anthropologie de laboratoire de Latour et Woolgar.

## Courants
Comme beaucoup de disciplines en sciences sociales, la sociologie des sciences regroupe plusieurs courants de pensée, qui se distinguent entre eux par leurs objets, leurs méthodes, leurs conceptions de la sociologie et de la science en général. Parmi les courants marquants de la période contemporaine, il faut compter la théorie de l'acteur-réseau (Actor-Network Theory ou ANT). Initié en France par Michel Callon et Bruno Latour, ce courant a profondément marqué les nouvelles sociologies et fait partie des approches les plus citées dans les travaux internationaux autour des sciences en s'opposant notamment aux conceptions développées par Pierre Bourdieu sur le champ scientifique. La plupart des auteurs développent des descriptions des pratiques de la recherche basées sur la compétition et la concurrence aux dépens des descriptions des pratiques en termes de coopération ou de convivialité (Gargani, 2007).

## Principaux thèmes
Il existe bien sûr un très grand nombre d'objets d'étude en sociologie des sciences, mais on peut distinguer quelques grands thèmes.

## Critiques
Selon Mario Bunge, la nouvelle sociologie de la science (NSS) est née au milieu des années 1960, à partir de « la rébellion généralisée contre la science et la technique et à l'abri des philosophies antiscientifiques. Bien que la NSS ait des adeptes dans le monde entier, son centre est la Science Studies Unit de l'Université d'Édimbourg. L'organe de ce mouvement est la revue Social Studies of Science, née en 1970, et le livre le plus connu de cette école est Laboratory Life. The Social Construction of Scientific Facts (1979) de B. Latour et S. Woolgar. » La NSS n'est pas un mouvement homogène. Toutefois ses membres partagent les thèses suivantes : (a) l'externalisme, ou l'idée que le contenu conceptuel de la science est déterminé par son contexte social ; (b) le constructivisme ou subjectivisme : l'idée que le chercheur construit non seulement ses hypothèses et artefacts mais aussi les faits eux-mêmes, et pour certains, même le monde dans sa totalité ; (c) le relativisme, ou la thèse selon laquelle il n'y a pas de vérités objectives et universelles ; (d) le pragmatisme, ou l'accent mis sur l'action et l'interaction aux dépens des idées, ainsi que l'identification de la science avec la technique ; (e) l'ordinarisme, c'est-à-dire la thèse selon laquelle la recherche scientifique est une pure perspiration sans inspiration et le refus de lui accorder un statut spécial différent de celui de l'idéologie, la pseudoscience et même la non-science ; (f) l'adoption de doctrines psychologiques, comme le béhaviorisme et la psychanalyse et (g) le remplacement du positivisme, du rationalisme et d'autres philosophies classiques par des « philosophies ascientifiques et même antiscientifiques, telles que la philosophie linguistique, la phénoménologie, l'existentialisme, l'herméneutique, la " théorie critique ", le marxisme fossilisé, le post-structuralisme ou l'école française de sémiotique ».
Chacune de ces thèses a été discutée.
Le relativisme et le constructivisme ont été discutés à la fois du point de vue de leur validité argumentaire et du point de vue de leur adéquation aux faits empiriques.
Dans la première ligne, on signalera que ces courants ont essuyé des objections de fond depuis au moins les années 1980.
Dominique Raynaud a également critiqué le manque de correspondance de ces thèses à la base matérielle en partant d'un réexamen historique de certaines controverses scientifiques jugées exemplaires par la NSS. Il apparaît que les thèses relativistes et constructivistes sont souvent contredites par les documents d'archives.
L'ordinarisme est au cœur d'un numéro double de l'Année sociologique intitulé: "La science, une activité sociale comme une autre?", dont les différentes contributions montrent au contraire que l'activité scientifique, parce qu'elle présente des caractères propres, ne peut pas être réduite à une activité ordinaire.

### Revues
- Revue d'Anthropologie des Connaissances.
- Social Studies of Science
- Science, Technology, & Human Values
- Science & Technology Studies
- Research Policy
- Minerva: A Journal of Science, Learning and Policy
- Science Technology and Society
- Science as Culture
- Technology and Culture
- Science and Public Policy
- Engineering studies
- REDES